# Jiayi (powiat)
Jiayi (chiń. 嘉義縣; pinyin Jiāyì Xiàn; pe̍h-ōe-jī Ka-gī-kōan, oficjalnie używana nazwa w alfabecie łacińskim: Chiayi) – powiat w zachodniej części Tajwanu. W 2010 roku liczył 543 248 mieszkańców. Siedzibą powiatu jest miasto Taibao.
Symbole powiatu:
- drzewo: Koelreuteria paniculata
- kwiat: magnolia naga
- ptak: kiściec tajwański

## Podział administracyjny
Powiat Jiayi dzieli się na dwa miasta, dwie gminy miejskie i czternaście gmin:
| Nazwa          | Chiński  | Populacja (2010) | Powierzchnia (km²) |
| -------------- | -------- | ---------------- | ------------------ |
| Miasta         |          |                  |                    |
| Pozi           | 朴子市   | 44 093           | 49,5737            |
| Taibao         | 太保市   | 36 685           | 66,8964            |
| Gminy miejskie |          |                  |                    |
| Budai          | 布袋鎮   | 30 216           | 61,7307            |
| Dalin          | 大林鎮   | 33 635           | 64,1663            |
| Gminy          |          |                  |                    |
| Alishan        | 阿里山鄉 | 6226             | 427,8471           |
| Dabu           | 大埔鄉   | 4649             | 173,2472           |
| Dongshi        | 東石鄉   | 27 741           | 81,5821            |
| Fanlu          | 番路鄉   | 11 684           | 117,5269           |
| Liujiao        | 六腳鄉   | 26 379           | 62,2619            |
| Lucao          | 鹿草鄉   | 17 232           | 54,3151            |
| Meishan        | 梅山鄉   | 21 634           | 119,7571           |
| Minxiong       | 民雄鄉   | 72 539           | 85,4969            |
| Shuishang      | 水上鄉   | 52 274           | 69,1198            |
| Xikou          | 溪口鄉   | 16 269           | 33,0463            |
| Xingang        | 新港鄉   | 34 676           | 66,0495            |
| Yizhu          | 義竹鄉   | 21 129           | 79,2925            |
| Zhongpu        | 中埔鄉   | 47 579           | 129,5016           |
| Zhuqi          | 竹崎鄉   | 38 608           | 162,2256           |